# Jorge Larrionda
Jorge Larrionda (Montevideo, 9 marzo 1968) è un ex arbitro di calcio uruguaiano.

## Carriera
Divenuto internazionale nel 1998, venne per la prima volta utilizzato nella Coppa America sudamericana nel 2001. Selezionato inizialmente per il Campionato mondiale di calcio 2002 in Corea del Sud e Giappone, il suo nome venne fatto depennare dalla Federazione uruguayana, poiché implicato in un'inchiesta sulla corruzione del mondo arbitrale in Uruguay, dopo le accuse mosse da colleghi dello stesso Larrionda (l'inchiesta non accertò mai le irregolarità eventualmente commesse). Nel 2003 è utilizzato dalla FIFA nel torneo Confederations Cup in Francia, esperienza bissata nel giugno 2009 in Sudafrica.
Nel 2004 Larrionda venne designato per le Olimpiadi 2004, dirigendo la finale per la medaglia di bronzo Italia-Iraq, e nello stesso anno arbitrò l'ultima finale dell'antica Coppa Intercontinentale Porto-Once Caldas. Nel 2005 venne invece selezionato per i mondiali di calcio FIFA under 17, disputati in Perù e per i mondiali under 20 nei Paesi Bassi.
Nel 2006 la sua prima partecipazione ai mondiali di calcio, dove diresse quattro partite: Portogallo-Angola, Italia-USA dove si distinse per la ligia e severa applicazione del regolamento espellendo l'italiano Daniele De Rossi e gli statunitensi Mastroeni e Pope, Francia-Togo e la semifinale tra Francia e Portogallo. A fine torneo risultò uno dei migliori direttori di gara assieme all'argentino Horacio Marcelo Elizondo, al messicano Benito Armando Archundia, allo slovacco Ľuboš Micheľ e all'italiano Roberto Rosetti.
In carriera ha diretto anche in due edizioni della Coppa America (2001 e 2007), e cinque finali di Copa Libertadores (la Coppa dei Campioni sudamericana) tra il 2004 e il 2009.
Nel dicembre 2007 viene designato in vista del Mondiale per club, che si disputa in Giappone. Nello stesso anno, secondo la classifica della IFFHS, risulta essere il miglior arbitro sudamericano della stagione, ottavo a livello assoluto.
Nel giugno 2009 viene invitato a dirigere al torneo FIFA Confederations Cup.
Nel settembre 2009 viene convocato, per la seconda volta, in vista del Campionato mondiale di calcio Under-20 in programma in Egitto.
Il 14 novembre 2009 viene chiamato a dirigere il ritorno dello spareggio intercontinentale per l'accesso ai mondiali 2010 tra Nuova Zelanda-Bahrain, a Wellington, e, sempre relativamente all'annata 2009, è votato dalla IFFHS come miglior arbitro sudamericano 2009, quarto a livello mondiale.
È presente al Campionato mondiale di calcio 2010 in Sudafrica nel, dove dirige quattro partite: Portogallo-Costa d'Avorio, finita 0-0, Camerun-Danimarca, vinta dai danesi 2-1, Australia-Serbia, vinta 2-1 dall'Australia e l'ottavo di finale Germania-Inghilterra, vinta dai tedeschi 4-1: durante quest'ultima partita, sul risultato di 2-1, non vede un gol del centrocampista Frank Lampard con la palla che aveva ampiamente oltrepassato la linea di porta.
A causa di questo errore, la FIFA esclude la terna dai mondiali assieme a quelle capitanate da Busacca, Rosetti, Lannoy e Coulibaly.
Nell'agosto 2011 viene poi designato per la finale di ritorno della Recopa Sudamericana tra Independiente e Internacional di Porto Alegre.
Per tre anni (2007, 2009 e 2011) è risultato il miglior arbitro sudamericano secondo l'annuale classifica relativa stilata da IFFHS (arbitro dell'anno IFFHS).
Il 30 dicembre 2011 viene annunciato il suo ritiro dall'attività con due anni di anticipo rispetto alla scadenza naturale: Larrionda entra così dal 1º gennaio 2012 nella Commissione Arbitrale FIFA e si occuperà di designazioni degli arbitri nei tornei sotto l'egida FIFA.